# Culicoides obnoxius
Culicoides obnoxius är en tvåvingeart som beskrevs av Fox 1952. Culicoides obnoxius ingår i släktet Culicoides och familjen svidknott.
Artens utbredningsområde är Venezuela. Inga underarter finns listade i Catalogue of Life.